# Weselna wojna
Weselna wojna (ang. Wedding Wars) – amerykańsko-kanadyjska komedia z 2006 roku w reżyserii Jima Falla.

## Opis fabuły
Homoseksualista Shel (John Stamos) pomaga bratu, Benowi (Eric Dane), w przygotowaniu przyjęcia weselnego. Tuż przed uroczystością odkrywa, że Ben jest autorem politycznego przemówienia, w którym opowiada się przeciwko małżeństwom gejów. Oburzony mężczyzna postanawia głośno wyrazić swój protest.

## Obsada
- John Stamos jako Shel Grandy
- Eric Dane jako Ben Grandy
- Bonnie Somerville jako Maggie Welling
- Sean Maher jako Ted Moore
- James Brolin jako gubernator Conrad Welling

i inni.